# Paulista FC
Paulista Futebol Clube – brazylijski klub piłkarski z siedzibą w mieście Jundiaí, leżącym w stanie São Paulo.

## Osiągnięcia
- Puchar Brazylii (Copa do Brasil): 2005
- Mistrz trzeciej ligi brazylijskiej (Campeonato Brasileiro Série C): 2001
- Mistrz drugiej ligi stanowej (Campeonato Paulista Série A2): 1968, 2001
- Puchar stanu São Paulo (Copa Estado de São Paulo): 1999
- Udział w Copa Libertadores: 2006

## Historia
W roku 1903 pracownicy Companhia Paulista de Estradas de Ferro (kompanii kolejowej stanu São Paulo) założyli klub piłkarski Jundiahy Foot Ball Club. Klub w 1908 roku zakończył swoją działalność. Sympatycy nieistniejącego już Jundiahy 17 maja 1909 roku założyli nowy klubu – Paulista Futebol Clube. Największym sukcesem klubu Paulista w całej jego historii było zdobycie pucharu Brazylii (Copa do Brasil) w 2005 roku (po pokonaniu w finale słynnego Fluminense FC).